# ليزا هارتلي
ليزا هارتلي (بالإنجليزية: Lisa Hartley)‏ (6 أكتوبر 1984 - ) هي لاعبة كرة قدم أسترالية في مركز حراسة المرمى. لعبت مع Central Coast Mariners FC (women) ‏.